# Sylwia Wojcieska
Sylwia Wojcieska (ur. 3 czerwca 1985 w Milanówku) – polska siatkarka, grała na pozycji środkowej.
W barwach Organiki Budowlanych Łódź zadebiutowała w sezonie 2010/11 w Lidze Mistrzyń. Z końcem czerwca 2011 wygasł jej kontrakt z łódzkim klubem. Po zakończeniu umowy z Organiką Budowlanymi Wojcieska podpisała kontrakt z rumuńskim Dinamem Romprest Bukareszt.
Reprezentantka Polski w reprezentacji juniorek oraz kadetek, z którymi odnosiła wiele sukcesów. W 2010 została powołana do kadry seniorskiej na turniej w Montreux.

## Sukcesy klubowe
Mistrzostwo Polski:
- 2013
- 2008, 2015

Puchar Rumunii:
- 2012

Mistrzostwo Rumunii:
- 2012, 2018

## Sukcesy reprezentacyjne
Mistrzostwa Europy Kadetek:
- 2001

Mistrzostwa Świata Kadetek:
- 2001

Mistrzostwa Europy Juniorek:
- 2002

Mistrzostwa Świata Juniorek:
- 2003

## Nagrody indywidualne
- 2007: Najlepsza zagrywająca „Salonpas Cup 2007”